# Paul Heaton
Paul Heaton, född 9 maj 1962 i Birkenhead, Merseyside, är en brittisk musiker och sångare.
Heaton grundade 1983 bandet The Housemartins. Housemartins, vars basist var Norman Cook, senare känd som Fatboy Slim, släppte två fullängdsskivor och ett antal singlar. Bandets avvecklades 1988. 
Heaton gick vidare och bildade gruppen The Beautiful South 1988. Bandet hade stora framgångar i hemlandet, med hitlåtar som "Song for Whoever", "A Little Time" och "Perfect 10". Januari 2007 tillkännagav bandet att de splittras. 
2001 gav Heaton ut soloalbumet Fat Chance, dock under namnet Biscuit Boy aka Crackerman. Ett andra soloalbum, The Cross Eyed Rambler, gavs ut 2008.
Heaton har gjort sig känd för sin karaktäristiska ljusa sångröst men framförallt för sina kompositioner där han ofta blandar lättsamma arrangemang och medryckande melodier med svarta eller ironiska låttexter, ofta med humoristiska undertoner.

## Diskografi
- 2001 – Fat Chance (som Biscuit Boy aka Crackerman), med sången Mitch
- 2008 – The Cross Eyed Rambler
- 2010 – Acid Country (2010)
- 2012 – Paul Heaton Presents The 8th (2012)
- 2014 – What Have We Become? (2014) med Jacqui Abbott
- 2015 – Wisdom, Laughter and Lines (2015) med Jacqui Abbott
- 2017 – Crooked Calypso (2017) med Jacqui Abbott